# Mioză
Mioza reprezintă  micșorarea diametrului pupilar, ca urmare a contracției mușchiului circular al irisului. Apare ca reflex de adaptare a analizatorului vizual la lumina puternică sau sub influența unor substanțe chimice (morfina, acetilcolina).
Condiția inversă poartă numerele de midriază.